# Maurin de Pompigny
Baptiste Maurin de Pompigny (1766 - Paris, 3 septembre 1823) est un dramaturge français.
Il était régisseur de scène au théâtre de l'Ambigu-Comique, alors situé 74-76 boulevard du Temple à Paris.

## Théâtre
- Le Nœud d'amour, comédie en un acte et en prose, Paris, Variétés-Amusantes, 3 octobre 1778
- La Fête des lys, divertissement en un acte, précédé de La Réunion de l'hymen et de l'amour, prologue, Besançon, 22 novembre 1781
- Il y a du remède à tout, ou le Bon Parent, comédie-proverbe en un acte, Paris, Variétés-Amusantes, 7 juillet 1783
- Les Ombres anciennes et modernes, ou les Champs-Élysées, comédie épisodique en un acte et en vers, Paris, Variétés-Amusantes, 9 septembre 1783 Texte en ligne
- La Ruse inutile, comédie en un acte et en prose, Paris, Variétés-Amusantes, 28 octobre 1783
- Le Bon valet, ou Il était temps, comédie-proverbe en un acte et en prose, Paris, Variétés-Amusantes, 29 juin 1784
- Le Ramoneur prince et le Prince ramoneur, comédie-proverbe en 1 acte, en prose, avec Beaunoir, Variétés-Amusantes, 11 décembre 1784
- Mieux fait douceur que violence, ou le Père comme il y en a peu, Paris, Variétés-Amusantes, comédie en deux actes, 25 février 1785
- Barogo, ou la Suite du Ramoneur prince, comédie en 2 actes et en prose, Paris, Variétés-Amusantes, 24 juillet 1785 Texte en ligne
- L'Amour et la Raison, comédie en un acte et en prose, Paris, Variétés-Amusantes, 7 mars 1786 [non imprimé]
- L'Artisan philosophe, ou l'École des pères, comédie en 1 acte, en prose, Paris, Ambigu-Comique, 17 décembre 1787
- Bayard, ou le Chevalier sans peur et sans reproche, comédie héroïque en 3 actes et en vers, avec spectacle et pantomime, Paris, Ambigu-Comique, 13 octobre 1787
- L'Héritage, ou l'Épreuve raisonnable, comédie-proverbe en un acte, Paris, Ambigu-Comique, 8 juillet 1789
- La Bonne Sœur, ou Elle en avait besoin, Paris, Ambigu-Comique, 17 décembre 1789 [non imprimé]
- Comminges, ou les Amans malheureux, pantomime en un acte, Paris, Ambigu-Comique le 1er juillet 1790
- L'Époux républicain, drame patriotique en 2 actes et en prose, Paris, Cité-Variétés, 8 février 1794 Texte en ligne
- Le Prélat d'autrefois, ou Sophie et Saint-Elme, fait historique mis en action, comédie en 3 actes et en prose, avec Olympe de Gouges, Paris, Cité-Variétés, 18 mars 1794
- Le Franc Marin, ou la Gageure indiscrète, comédie en 2 actes, mêlée d'arriettes, Théâtre lyrique des Amis de la patrie, 4 décembre 1795
- Pontignac, ou À femme adroite, homme rusé, comédie en 2 actes, en prose, Paris, Théâtre d'Émulation, 25 décembre 1796
- Le Paganisme, ou Carite ou Sophronime, drame mythologique en quatre actes, avec P. Besnard, 1798
- La Lampe merveilleuse, mélodrame féerie en 3 actes, à grand spectacle, tiré des Mille et une nuits, avec César Ribié, Paris, Gaîté, 1804
- La Femme médecin, ou la Porte secrète, comédie en 1 acte et en prose, avec P. Besnard, Paris, Gaîté, 10 juin 1806
- Hortense de Vaucluse, mélodrame en 3 actes, à grand spectacle, Paris, Ambigu-Comique, 16 juillet 1806 Texte en ligne
- Le Sac d'argent, comédie-folie en 1 acte, en prose, Paris, Théâtre du Marais, octobre 1806
- Adrienne de Courtenai, ou le Monastère des bois, mélodrame en trois actes, Paris, Ambigu-Comique, février 1807 Texte en ligne
- La Bête du Gévaudan, mélodrame en 3 actes, en prose et à grand spectacle, Paris, Ambigu-Comique, 25 juillet 1809 Texte en ligne
- Le Refus par amour, comédie en un acte et en prose, Paris, Ambigu-Comique, 5 août 1809
- Le Mystère, ou les Deux frères rivaux, mélodrame en 3 actes, en prose, Paris, Ambigu-Comique, 8 janvier 1811 Texte en ligne
- La Princesse de Jérusalem, ou le Juif reconnaissant, mélodrame en 3 actes, à grand spectacle, Paris, Ambigu-Comique, janvier 1812
- Le Faux Mariage, ou Clémentine et Montaigu, mélodrame en 3 actes, à spectacle, Paris, Ambigu-Comique, 25 août 1813 Texte en ligne